# Willa Ernsta Leonhardta
Willa Ernsta Leonhardta – willa położona przy ulicy Pabianickiej 2 w Łodzi.

## Charakterystyka
Budynek znajduje się w parku przy pl. Niepodległości. Eklektyczna, fabrykancka willa Leonhardta z lat dziewięćdziesiątych XIX wieku, obecnie pełni rolę Urzędu Stanu Cywilnego Łódź Górna. Jest to budynek trzykondygnacyjny, podpiwniczony, o konstrukcji tradycyjnie ceglanej, posiada drewniane stropy, dach dwuspadowy.